# 戸手本町
戸手本町（とてほんまち）は、神奈川県川崎市幸区の町名。現行行政地名は戸手本町1丁目から戸手本町2丁目。住居表示は未実施。

## 地理
幸区の東部に位置し、西に塚越、北西に古川町、北に小向西町、北東に紺屋町、南東と南に神明町、南西に横浜市鶴見区矢向と接している。

### 地価
住宅地の地価は2024年（令和6年）7月1日時点の神奈川県地価調査によれば戸手本町2丁目403-23の地点で33万6000円/m²となっている。

## 歴史

### 沿革
- 1951年（昭和26年）4月 - 耕地整理により、戸手の一部を分離し、戸手本町1丁目から戸手本町2丁目を新設。川崎市戸手本町となる。
- 1972年（昭和47年）4月1日 - 川崎市が政令指定都市の制定に伴い、幸区が新設。川崎市幸区戸手本町（1〜2丁目）となる[5][7]。

## 世帯数と人口
2025年（令和7年）6月30日現在（川崎市発表）の世帯数と人口は以下の通りである。
| 丁目          | 世帯数    | 人口    |
| ------------- | --------- | ------- |
| 戸手本町1丁目 | 846世帯   | 1,673人 |
| 戸手本町2丁目 | 1,886世帯 | 4,431人 |
| 計            | 2,735世帯 | 6,104人 |

### 人口の変遷
国勢調査による人口の推移。
| 年                 | 人口  |
| ------------------ | ----- |
| 1995年（平成7年）  | 3,763 |
| 2000年（平成12年） | 3,471 |
| 2005年（平成17年） | 6,936 |
| 2010年（平成22年） | 5,729 |
| 2015年（平成27年） | 5,928 |
| 2020年（令和2年）  | 6,091 |

### 世帯数の変遷
国勢調査による世帯数の推移。
| 年                 | 世帯数 |
| ------------------ | ------ |
| 1995年（平成7年）  | 1,564  |
| 2000年（平成12年） | 1,514  |
| 2005年（平成17年） | 2,732  |
| 2010年（平成22年） | 2,320  |
| 2015年（平成27年） | 2,460  |
| 2020年（令和2年）  | 2,566  |

## 学区
市立小・中学校に通う場合、学区は以下の通りとなる（2025年4月時点）。
| 丁目          | 番・番地等 | 小学校             | 中学校             |
| ------------- | ---------- | ------------------ | ------------------ |
| 戸手本町1丁目 | 全域       | 川崎市立戸手小学校 | 川崎市立御幸中学校 |
| 戸手本町2丁目 | 全域       | 川崎市立戸手小学校 | 川崎市立御幸中学校 |

## 事業所
2021年（令和3年）現在の経済センサス調査による事業所数と従業員数は以下の通りである。
| 丁目          | 事業所数 | 従業員数 |
| ------------- | -------- | -------- |
| 戸手本町1丁目 | 50事業所 | 845人    |
| 戸手本町2丁目 | 33事業所 | 264人    |
| 計            | 83事業所 | 1,109人  |

### 事業者数の変遷
経済センサスによる事業所数の推移。
| 年                 | 事業者数 |
| ------------------ | -------- |
| 2016年（平成28年） | 82       |
| 2021年（令和3年）  | 83       |

### 従業員数の変遷
経済センサスによる従業員数の推移。
| 年                 | 従業員数 |
| ------------------ | -------- |
| 2016年（平成28年） | 584      |
| 2021年（令和3年）  | 1,109    |

## 施設
- 幸区役所
- 川崎市立幸図書館
- 川崎市幸市民館
- 川崎市立戸手小学校
- 川崎市立幸高等学校

## その他

### 日本郵便
- 郵便番号 : 212-0023[3]（集配局 : 川崎港郵便局[18]）

### 警察
町内の警察の管轄区域は以下の通りである。
| 丁目          | 番・番地等 | 警察署   | 交番・駐在所   |
| ------------- | ---------- | -------- | -------------- |
| 戸手本町1丁目 | 全域       | 幸警察署 | 小向東芝町交番 |
| 戸手本町2丁目 | 全域       | 幸警察署 | 塚越交番       |